# Jacques Gondouin
Jacques Gondouin (Saint-Ouen, 7 giugno 1737 – Parigi, 29 dicembre 1818) è stato un architetto francese.

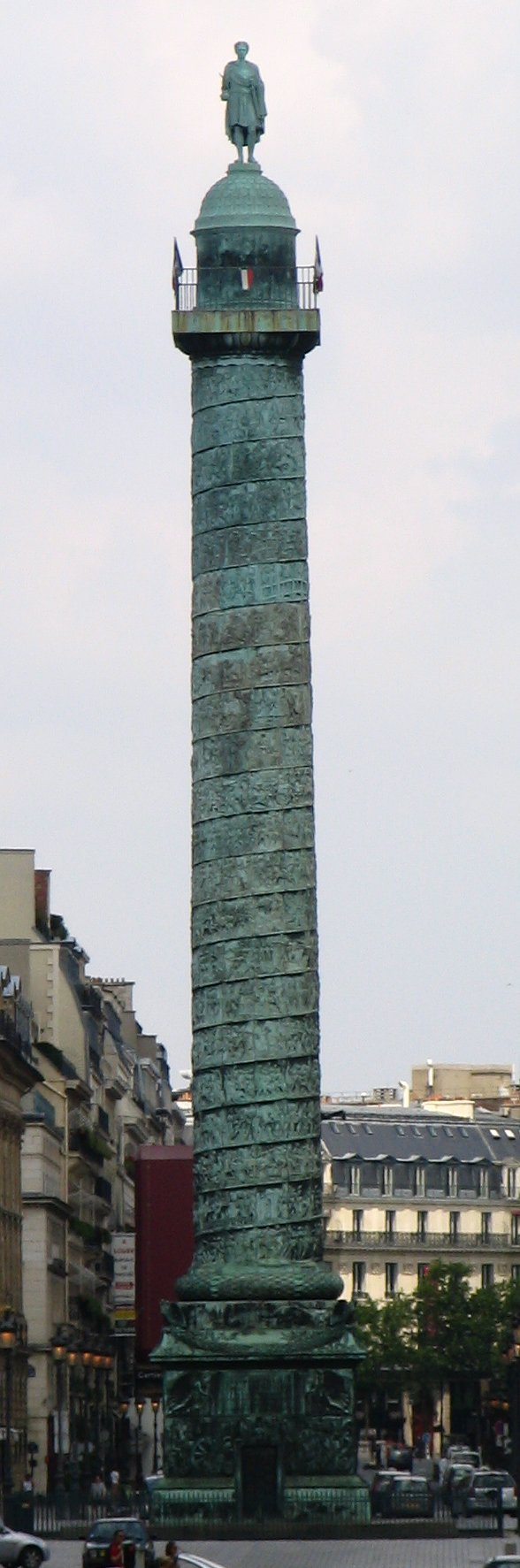
Jacques Gondouin e Jean-Baptiste Lepère, Colonna di Austerlitz, 1806-10, Parigi, Place Vendôme

La sua prima formazione avvenne con Jacques-François Blondel, poi all'Accademia di Francia a Roma dal 1759 al 1763. 
Tornato a Parigi realizzò, tra il 1769 e il 1776, l’École de Médecine, oggi Facoltà di Medicina, progettato come "tempio di Esculapio", dalla facciata porticata con un colonnato di ordine ionico e con un arco trionfale che dà accesso a una corte quadrata; da questa, attraverso un portico corinzio, si giunge al teatro anatomico, realizzato unendo un semicilindro ad un quarto di sfera, soluzione ispirata in parte al Pantheon. Fu architetto d'interni dell'Hôtel del Garde-Meuble della corona (oggi Hôtel de la Marine), chiamato dall'intendente Pierre-Élisabeth de Fontanieu.
In declino durante la Rivoluzione francese, tornò ad importanti lavori sotto Napoleone, realizzando, entro il 1810, la Colonna di Austerlitz in Place Vendôme, insieme ad Jean-Baptiste Lepère, ispirata alla Colonna Traiana. Il fusto, rivestito di rilievi bronzei che narrano le imprese di Napoleone, è coronato da una statua del Bonaparte nelle vesti di imperatore romano.